# Yougoslavie aux Jeux olympiques d'été de 1952
C’est en tant que République fédérative socialiste de Yougoslavie que la Yougoslavie participe aux Jeux olympiques d'été de 1952, à Helsinki. Représentée par une délégation de 87 athlètes comprenant 10 femmes, la Yougoslavie remporte trois médailles dont une en or conquise en aviron. Dans le droit fil de l’édition précédente des jeux de 1948, ce sont les sports collectifs qui permettent aux Yougoslaves  de briller. Ainsi les footballeurs des Balkans remportent une seconde médaille d’argent, après celle de 1948, échouant en finale contre la Hongrie. Tandis que les poloïstes se classent également seconds du tournoi olympique remporté par cette même Hongrie.

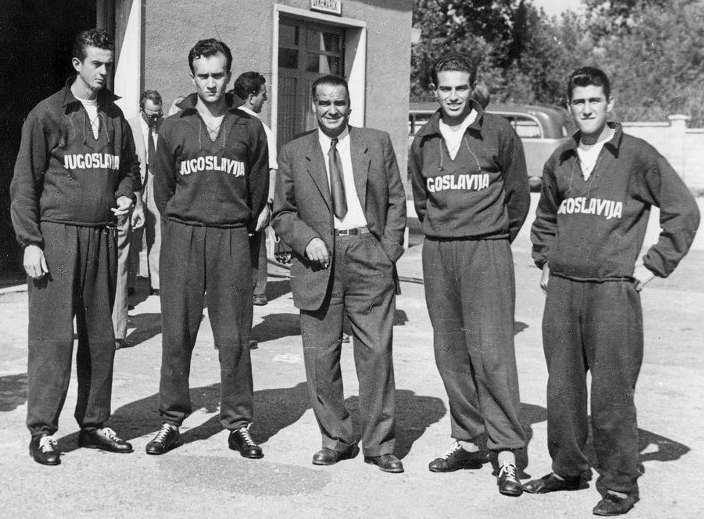
L’équipage du quatre sans barreur champion olympique:
Duje Bonačić, Velimir Valenta, Mate Trojanović, Petar Šegvić.

## Tous les médaillés
| Médaille          | Nom | Sport      | Épreuve             |
| ----------------- | --- | ---------- | ------------------- |
| Médaille d'or     | Duje Bonačić Velimir Valenta Mate Trojanović Petar Šegvić | Aviron     | Quatre sans barreur |
| Médaille d'argent | Vladimir Beara Branko Stanković Tomislav Crnković Zlatko Čajkovski Ivan Horvat Vujadin Boškov Tihomir Ognjanov Rajko Mitić Bernard Vukas Stjepan Bobek Branko Zebec Dušan Cvetković Milorad Diskić Ratko Čolić Slavko Luštica Zdravko Rajkov Vladimir Čonč Vladimir Firm\| | Football   |                     |
| Médaille d'argent | Zdravko-Ćiro Kovačić Veljko Bakašun Ivo Štakula Boško Vuksanović Ivica Kurtini Lovro Radonjić Zdravko Ježić Juraj Amšel Vlado Ivković Marko Brainović Dragoslav D. Šiljak                                                                                                  | Water polo |                     |

## Sources
- (fr) Tous les bilans officiels de l’année 1952 sur le site du Comité international olympique
- (en) Bilan complet de la Yougoslavie sur le site olympedia.org